# ロベルト・プロシネチキ
ロベルト・プロシネチュキ（クロアチア語: Robert Prosinečki、1969年1月12日 - ）は、クロアチア（旧ユーゴスラビア）の元サッカー選手、サッカー指導者。ポジションはミッドフィールダー（攻撃的MF、セントラルMF）。モンテネグロ代表監督。

## クラブ経歴
ユーゴスラビアからの出稼ぎ労働者の家庭の子供として当時の西ドイツで生まれ、1979年に帰国。その後、ディナモ・ザグレブのアカデミーへ入団し、ミロスラヴ・ブラジェヴィッチの指導を受けた。1986－87シーズンにプロデビューを飾る。1987年にはユーゴスラビアU-20代表として、チリで開催されたFIFAワールドユース選手権優勝に貢献し、ゴールデンボール賞を受賞するなど、一躍注目されることとなった。
同年にレッドスター・ベオグラードへ移籍。チーム最年少でありながら、ドラガン・ストイコビッチらと共に中盤を組み立てた。レッドスターではリーグ優勝3回（1988年、1990年、1991年）、カップ優勝1回（1990年）。1990-91シーズン、チャンピオンズカップ決勝でフランスのオリンピック・マルセイユを下し、チームの初となる欧州制覇に貢献した。
1991年にレアル・マドリードへ移籍。当時のユーゴスラビアでは25歳以下の選手の国外移籍が認められていなかったため、最終的に欧州サッカー連盟(UEFA)の裁定に持ち込まれた末の移籍だった。低迷していたチーム復権の希望を背負ったが、故障が続き、ファンの期待に応えることが出来なかった。1994-95シーズンはレアル・オビエドにレンタル移籍、レアル・マドリードを3-2で破るなど、30試合で5ゴールを挙げ、調子を取り戻し、翌年にはヨハン・クライフが獲得を希望し、FCバルセロナへ移籍、しかし再び怪我に悩ませされ満足にプレー出来なかった。その後セビージャを経て母国のクロアチア・ザグレブに帰還。2002年にはJリーグの名古屋グランパスが獲得に動き、一時は本人も移籍に合意したものの最終的には実現しなかった。。以降はクロアチアやFAプレミアリーグ・ポーツマスFC、スロベニアのクラブなどでプレーし、2004年に現役を引退した。

## 代表経歴
ユーゴスラビアU-20代表として挑んだ1987年の1987 FIFAワールドユース選手権では、ダヴォル・シュケルやズヴォニミル・ボバンらと共に優勝に貢献、準々決勝のブラジル戦では決勝点を決めるなどの活躍を見せた。累積警告により決勝戦の西ドイツ戦は欠場となったが、大会MVPに輝くなど早くから才能を発揮していた。
ユーゴスラビア代表としては1989年にデビュー。1990年のワールドカップ・イタリア大会では、1次リーグ第3戦のUAE戦で1得点を記録する活躍などで同国のベスト8進出に貢献した。選手としてキャリアの絶頂期にあったが、1991年のユーゴスラビア崩壊に伴いクロアチア国籍を選択したため、UEFA EURO '92やワールドカップ・アメリカ大会などの主要国際大会からは遠ざかることになった。ユーゴスラビア代表での最終成績は15試合4得点。
クロアチア代表としては1993年にデビュー。シューケルやボバンらと共に独立後初めて出場した1996年のUEFA EURO '96ではベスト8進出。1998年のワールドカップ・フランス大会では、1次リーグジャマイカ戦と3位決定戦のオランダ戦で得点を決める（ジャマイカ戦は異なる2ヶ国の代表として得点した初のケースとなった）活躍などで3位入賞に貢献、クラブでは度重なる怪我で活躍出来なかったが、この大会での活躍で再度名声を取り戻した。2002年のワールドカップ・日韓大会にも出場するなど、クロアチア代表として国際Aマッチ49試合に出場し10得点を記録した。

## 指導者経歴
2006年からはクロアチア代表のアシスタントコーチに就任し、代表時代の同僚であるスラヴェン・ビリッチ監督を補佐。またザグレブでは2007年から喫茶店も経営している。2010年12月、古巣のレッドスター・ベオグラードの監督に就任したが、2012年8月に辞任。2012年10月にトルコ・スュペル・リグのカイセリスポルの監督に就任した。
2014年12月、アゼルバイジャン代表監督に就任。
2018年1月4日、ボスニア・ヘルツェゴビナ代表監督に就任。

## 代表歴

### 出場大会
- ユーゴスラビア代表
  - 1990 FIFAワールドカップ
- クロアチア代表
  - 1998 FIFAワールドカップ
  - 2002 FIFAワールドカップ

### 試合数
- 国際Aマッチ 15試合 4得点（ユーゴスラビア、1989年-1991年）[15]
- 国際Aマッチ 49試合 10得点（クロアチア、1994年-2002年）[15]

| ユーゴスラビア代表 | 国際Aマッチ | 国際Aマッチ |
| 年                 | 出場        | 得点        |
| ------------------ | ----------- | ----------- |
| 1989               | 5           | 1           |
| 1990               | 7           | 2           |
| 1991               | 3           | 1           |
| 通算               | 15          | 4           |

| クロアチア代表 | 国際Aマッチ | 国際Aマッチ |
| 年             | 出場        | 得点        |
| -------------- | ----------- | ----------- |
| 1994           | 5           | 1           |
| 1995           | 5           | 2           |
| 1996           | 9           | 0           |
| 1997           | 7           | 1           |
| 1998           | 8           | 4           |
| 1999           | 0           | 0           |
| 2000           | 2           | 0           |
| 2001           | 8           | 2           |
| 2002           | 5           | 0           |
| 通算           | 49          | 10          |

## 監督成績
2020年11月21日現在
| クラブ                       | 就任       | 退任       | 記録 | 記録 | 記録 | 記録 | 記録   |
| クラブ                       | 就任       | 退任       | 試   | 勝   | 分   | 敗   | 勝率   |
| ---------------------------- | ---------- | ---------- | ---- | ---- | ---- | ---- | ------ |
| ツルヴェナ・ズヴェズダ       | 2010年12月 | 2012年8月  | 62   | 43   | 10   | 9    | 069.35 |
| カイセリスポル               | 2012年10月 | 2013年12月 | 48   | 18   | 12   | 18   | 037.50 |
| アゼルバイジャン代表         | 2014年12月 | 2017年11月 | 22   | 6    | 6    | 10   | 027.27 |
| ボスニア・ヘルツェゴビナ代表 | 2018年1月  | 2019年11月 | 22   | 9    | 6    | 7    | 040.91 |
| カイセリスポル               | 2019年12月 | 2020年8月  | 18   | 6    | 5    | 7    | 033.33 |
| デニズリスポル               | 2020年8月  | 2020年11月 | 9    | 1    | 2    | 6    | 011.11 |
| 合計                         | 合計       | 合計       | 178  | 82   | 41   | 55   | 046.07 |

## タイトル

### 選手時代
レッドスター・ベオグラード
- ユーゴスラビア・プルヴァ・リーガ：3回（1987-88、1989-90、1990-91）
- ユーゴスラビアカップ：1回（1989-90）
- UEFAチャンピオンズカップ：1回（1990-91）

レアル・マドリード
- コパ・デル・レイ：1回（1992-93）
- スーペルコパ・デ・エスパーニャ：1回（1993）
- コパ・イベロアメリカーナ（1994）

NKディナモ・ザグレブ
- プルヴァHNL：3回（1997-98、1998-99、1999-2000）
- フルヴァツキ・ノゴメトニ・クプ：1回（1997-98）

オリンピア・リュブリャナ
- スロベニア・カップ：1回（2002-03）

U-20ユーゴスラビア代表
- FIFAワールドユース選手権：1回（1987）

個人
- 1987 FIFAワールドユース選手権ゴールデンボール賞: 1987年
- FIFAワールドカップ最優秀若手選手賞（1990）
- ヴェチェルニリスト年間最優秀選手賞：2回（1990、1997）
- ブラヴォー賞: 1回（1991）
- クロアチア年間最優秀選手賞[16]: 2回（1990、1997）
- フラニョブチャル州スポーツ賞：2回（1997、1998）
- PFA年間ベストイレブン：1回（2001-02）

### 指導者時代
レッドスター・ベオグラード
- セルビア・カップ：1回（2011-12）